# FIFA 20
FIFA 20 là một trò chơi video mô phỏng bóng đá được Electronic Arts xuất bản như một phần của loạt game FIFA. Đây là phần thứ 27 trong loạt game FIFA, và được phát hành vào ngày 27 tháng 9 năm 2019 cho Microsoft Windows, PlayStation 4, Xbox One và Nintendo Switch. Một phiên bản Stadia sẽ ra mắt vào năm 2020.
Cầu thủ chạy cánh của Real Madrid, Eden Hazard được chọn làm ngôi sao trang bìa mới của Phiên bản thường (Standard Editon), với hậu vệ Virgil van Dijk của Liverpool trên trang bìa của Champions Edition. Cựu tiền vệ của Juventus và Real Madrid, Zinedine Zidane, sau đó được bầu chọn là ngôi sao trang bìa cho Ultimate Edition.
Trò chơi lần đầu tiên có bóng đá VOLTA, một chế độ mới cung cấp sự khác biệt trong lối chơi 11v11 truyền thống và tập trung vào các trò chơi đường phố và futsal nhỏ. Chế độ này giống với loạt trò chơi FIFA Street trước đây.

## Nội dung
Thường thì phiên bản của những năm sau sẽ nhận được những thay đổi, nhưng qua một số hình ảnh thể hiện từ lúc các cầu thủ đứng xếp hàng ở bên trong, đi ra ngoài đường hầm, bước trên sân cỏ,.. thì phiên bản 2020 vẫn mang nhiều nét giống với FIFA 19. Có thể cảm thấy nhịp độ, tiết tấu trận đấu có phần chậm lại, tuy vậy không phải là không có những nâng cấp đáng hoan nghênh: những pha chạm bóng tự nhiên hơn, các quy luật vật lý trở nên thực hơn.
Thao tác thực hiện các pha đá phạt cũng có một chút thay đổi, các game thủ sẽ cần phải kết hợp canh thời điểm nhấn nút chuẩn xác, đồng thời cứa lòng "vẽ" thêm đường cong vào vị trí bạn muốn "nhắm" quả bóng tới. Sẽ mất một ít thời gian để làm quen, nhưng chúng mang lại chiều sâu, và sự háo hức cao hơn trong những pha đá phạt.
Và trong một động thái mang tính "hoài cổ", cũng như nỗ lực mang lại những điểm mới cho trò chơi, thì FIFA 20 đã giới thiệu một chế độ mới: Volta Football, tương tự như FIFA Street, lần đầu tiên đưa nghệ thuật bóng đá đường phố vào loạt game bóng đá chuyên nghiệp. Các bạn sẽ điều khiển 1 team gồm các ngôi sao đường phố, rong ruổi qua nhiều địa điểm thú vị, độc đáo trên khắp thế giới, với mục tiêu trở thành những cầu thủ giỏi nhất.
Các trận đấu 3vs3, 4vs4, hay 5vs5 có thời gian ngắn hơn, và mang tính "nổi loạn" hơn so với những trận đấu 11 người tiêu chuẩn. EA chia sẻ rằng hãng tự tin với những điểm khác biệt, đáng giá mà chế độ mới này mang lại cho người chơi.
Các chiêu thức, chuyển động, các chiến thuật được đơn giản hóa hơn, mang lại cảm giác tốt và vui vẻ hơn so với kiểu truyền thống – nhưng đừng quá hy vọng nó sẽ mang lại những điều FIFA Street đã từng. Không có những "tuyệt chiêu" Gamebreaker trong game, và không dễ dàng để làm bẽ mặt đối thủ của bạn bằng những pha "xỏ háng", hay "gắp bóng cầu vồng qua đầu". Thay vào đó, chế độ Volta tập trung vào nét văn hóa của nghệ thuật bóng đá đường phố, nơi "ngôn ngữ" và bầu không khí mang nhiều cảm xúc, cũng như có thể tùy biến nhiều hơn.
Người chơi được tham gia vào các hình thức thi đấu như: Volta Story (người chơi tự tạo một nhân vật, tham gia vào một đội bóng trên đường phố, tham gia các giải đấu lớn nhỏ, nâng cấp điểm kỹ năng, có thể chiêu mộ thêm thành viên mới,..), sau khi chơi qua game với một số đoạn cắt cảnh, dàn nhân vật mang nhiều cá tính, phong cách và lối chơi độc đáo, di chuyển qua nhiều địa điểm có thực được tái hiện sinh động,... có những nét tương đồng với The Journey trên các bản FIFA trước đây, hay Volta League (chơi online, thi đấu với nhiều người chơi khác trên khắp thế giới, tham gia các thử thách để mở khóa các "trang bị" mới,..). Một vài điểm "lỗi" khó hiểu ví dụ như: hai đội thi đấu có cùng một thủ môn giống nhau, AI gặp vài vấn đề về di chuyển, định hướng, xử lý tình huống kém,..Chế độ Volta theo tôi cảm nhận giống như được EA thêm vào để lôi kéo người chơi, nhưng lại thiếu sự hoàn chỉnh, mang tính nửa vời. Và càng khó hiểu nữa là chế độ Volta yêu cầu kết nối internet, ngay cả khi chơi chế độ chơi đơn.
Chế độ Career đi kèm nhiều tính năng mới, ví dụ như những đoạn hội thoại giữa người chơi và nhân vật trong game: người quản lý tới gặp bạn để phàn nàn một vấn đề gì đó, hoặc cảm ơn về khoảng thời gian mà bạn đã cống hiến cho đội bóng,...Bạn có thể hồi âm lại với những câu trả lời mang tính tích cực, để nâng cao tinh thần, từ đó có thể mang lại hiệu suất tốt hơn. Tuy nhiên lại xuất hiện một vấn đề là các câu hội thoại, lời nói lặp lại khá thường xuyên, và còn bị lỗi chính tả nữa chứ !? Tuy vậy mức độ tương tác nhiều hơn chút so với hệ thống email thông báo cũ kỹ.
Tương tự thì các buổi họp báo trước và sau trận đấu cũng có sự tương tác tốt hơn, so với màn hình menu đơn giản như trước đây. Cơ bản thì vẫn giống như The Journey ở trên phiên bản các năm trước, mục đích vẫn là duy trì và nâng cao tinh thần cho đội bóng.
Một thay đổi lớn là xếp hạng "tiềm năng" của người chơi, nghĩa là xếp hạng dựa trên những cố gắng, nỗ lực của người chơi trong khi thi đấu, trong việc thực hiện các thử thách,...tuy nhiên yếu tố này cũng không tạo được sự khác biệt nhiều với đa phần người chơi, trừ những ai là fan cuồng chuyên "cày cuốc"...Mặc dù là đã có những sự cải tiến trong chế độ Career, nhưng có vẻ là chưa đủ !! Nó vẫn phát sinh những lỗi khó hiểu, ví dụ như: bảng xếp hạng bị thay đổi trái nguyên tắc, hoặc trục trặc làm thay đổi xếp hạng cầu thủ tổng thể, đi ngược lại với những cố gắng của người chơi, ảnh hưởng xấu tới trải nghiệm. Ultimate Team (FUT) thì ngược lại, tiếp tục được mở rộng lớn hơn, và hoàn thiện hơn trước. Một bổ sung mới của FUT là Friendlies, bạn vừa có thể chơi với bạn bè mà vẫn kiếm được tiền, và điều quan trọng nhất là "hồ sơ" của bạn: hợp đồng, chỉ số kỹ thuật, thể lực, chấn thương,..không bị ảnh hưởng.
Thiếu sót (ví dụ như không có Juventus, thay bằng đội bóng "nhái" mang tên Piemonte Calcio), lặp lại những "chiêu trò" cũ, không có đủ điểm mới để lôi kéo người mới...nhưng dù sao vẫn còn sự hấp dẫn cần thiết, đầy đủ các hảo thủ trên thế giới, hình ảnh đẹp,...là những điểm mà fan hâm mộ đánh giá cao.

### Các thay đổi nhỏ

#### Hệ thống phòng thủ AI
Trước đây, EA đã nâng cấp hệ thống phòng thủ AI hơi quá tay, khiến cho các game thủ gặp rất nhiều khó khăn đi đối mặt với hàng phòng ngự của đối phương. Đã nhiều trường hợp, hàng thủ tuy "cùi" nhưng lại chơi hay như biến thành... bốn trung vệ Virgil van Dijk đứng song song!
Hệ thống này trong FIFA 20 sẽ được nerf một chút để tránh tình trạng AI máy ngăn chặn đường tấn công một cách quá dễ dàng
Một thay đổi khác nữa đó chính là EA khuyến khích người chơi phòng thủ chủ động, với việc chỉnh sửa để những pha jockey (tương tự như đè C trong FIFA Online) hiệu quả hơn. Cùng với đó, những đường tắc bóng sử dụng chế độ phòng ngự tùy chỉnh (Tactical Defending) sẽ giảm thiểu tình trạng lập bập, đưa bóng vào chân đối phương.

#### Đối mặt 1-1
EA Sports dự định sẽ tinh chỉnh phản xạ của thủ môn trong những pha đối mặt 1-1. Điều này sẽ giúp cho người chơi có cơ hội ghi bàn cao hơn, cũng như giảm thiểu những pha bỏ lỡ đáng tiếc.
Những cầu thủ có chỉ số ẩn Sút má ngoài (Outside Foot Shot) cũng có những sự thay đổi rõ rệt khi các pha dứt điểm bằng má ngoài nay sẽ dễ chạm góc chữ A hơn bao giờ hết.

#### Timed Finishing
Tính năng Timed Finishing được giới thiệu từ FIFA 19 giúp cho người chơi cải thiện độ chính xác của từng cú sút. Dĩ nhiên kĩ năng này chỉ phát huy tác dụng nếu biết "căn" đúng thời điểm – nếu không, bóng có thể bay ra ngoài như cách mà... Romelu Lukaku hay sút trượt!
Tuy nhiên, cộng đồng FIFA lại phàn nàn về tính năng này bởi nó quá dễ thực hiện và chưa quá "năm ăn năm thua" khiến EA phải bắt tay vào cuộc.
Giờ đây, việc sử dụng Timed Finishing ở các góc sút hẹp sẽ "khoai" hơn nhiều. Bên cạnh đó, việc căn đúng thời điểm để cầu thủ tung cú sút cũng trở nên khó khăn gấp bội.
Các thay đổi khác của EA cho FIFA 20 bao gồm việc sửa lỗi di chuyển, lỗi đổi cầu thủ không theo ý muốn và cải thiện việc chọn vị trí. Việc sửa chữa này là điều rất cần thiết, bởi đó đã luôn làm game thủ phàn nàn.

## Đón nhận
Ngay sau khi ra mắt hôm 27/9, FIFA 20 đã phải đón nhận làn sóng chỉ trích từ người dùng. Hashtag #FixCareerMode trở thành xu hướng toàn cầu trên Twitter, cho thấy sự bức xúc của người hâm mộ với một trong những chế độ chơi phổ biến nhất tựa game.
Game thủ tỏ ra không hài lòng về những vấn đề trong gameplay, nhịp độ trận đấu chậm chạp, cùng những đội bóng AI của game.
Kết quả khảo sát trên trang Metacritic cho thấy hơn 540 người dùng đưa ra đánh giá FIFA 20 chỉ với tổng điểm số đạt 1,3/10.
"Đây là phiên bản tệ nhất mà tôi từng thấy ngay khi một tựa game được ra mắt. Career Mode hoàn toàn thất bại. EA đối xử với người hâm mộ trung thành của họ hoàn toàn không ra gì. 0/10", một bình luận cho hay. Trong khi một tài khoản nhận xét đây hoàn toàn là bản nhái kém chất lượng của FIFA 19. "Sao chép FIFA 19. Họ lấy tiền của tôi và bán cho bản FIFA 19 với một bảng điều khiển mới. Chẳng khắc phục được vấn đề nào", người này nói.
Bất chấp những đánh giá tiêu cực từ cộng đồng người chơi, FIFA 20 nhận được lời khen ngợi từ giới phê bình. "Nhiều bổ sung mới cho thấy đây là phiên bản nâng cấp hàng năm đầy chất lượng", The Guardian nhận xét, trong khi Areajugones cho rằng "EA xứng đáng có được sự chú ý với FIFA 20".
Đối thủ của FIFA, PES 20 nhận được nhiều đánh giá tích cực từ người chơi với điểm số 8,7/10 cũng trên Metacritic. Điểm số của chuyên gia trên trang này dành cho sản phẩm của Konami cũng cao hơn, 81 so với 79 của FIFA 20.
Mặc dù thay đổi một số tính năng của chế độ, nhưng khi phát hành, Chế độ nghề nghiệp của trò chơi đã bị chỉ trích vì bị lỗi với các lỗi bao gồm các nhà quản lý đối lập do máy tính điều khiển, chọn các đội yếu khác thường, Người chơi thay đổi vị trí dường như ngẫu nhiên và thay đổi xếp hạng không giải thích được. Những lời chỉ trích đã được mô tả là "các vấn đề biến sự hiện thực của nó thành một trò đùa hoặc phá vỡ hoàn toàn trò chơi", với tuyên bố rằng EA đang cố gắng che đậy hoặc hạ thấp lỗ hổng của trò chơi. Vào ngày 16 tháng 10 năm 2019, EA đã trả lời bằng cách phát hành một bản vá mới cho trò chơi đã khắc phục các vấn đề khác nhau được báo cáo là có mặt.
Trong một đánh giá lại trò chơi của Bleacher Report, (ban đầu nó đã trao cho trò chơi tỷ lệ 7.5 / 10), nó được mô tả là một 'lỗ khoan phòng thủ', tiếp tục chỉ trích trò chơi là bực bội và mất cân bằng; trích dẫn các vấn đề máy chủ, cơ chế trò chơi bực bội như giao tiếp chậm giữa người chơi và áp đảo cơ chế phòng thủ AI (một lời chỉ trích được chia sẻ bởi nhiều người chơi trực tuyến), cũng như thiếu 'thử thách và phần thưởng thú vị' trong 'Đội tối thượng' nổi tiếng ' chế độ. Bleacher Báo cáo sau đó cho điểm cập nhật 6/10. Quan điểm này thậm chí còn được chia sẻ bởi cựu cầu thủ FIFA số 1 thế giới 'Fnatic Tekzz', người đã nói trong một sự kiện chuyên nghiệp, "Không ai thích chơi nó."
Phiên bản Nintendo Switch của trò chơi đã bị chỉ trích vì được phát hành là Phiên bản kế thừa; một khẩu hiệu được đưa ra cho các phiên bản của trò chơi trong đó chỉ có bộ dụng cụ, bảng liệt kê và sân vận động được cập nhật từ phiên bản trước của trò chơi.
Nhiều người chơi chuyên nghiệp trực tuyến đã chỉ trích rộng rãi FIFA 20 là một trong những phiên bản gây thất vọng nhất trong lịch sử nhượng quyền, với lý do lối chơi bóng bẩy, khó khăn năng động và các vấn đề cân bằng. Người chơi cũng đã chỉ trích 'Đội bóng tối thượng' nổi tiếng vì đã áp dụng mô hình 'trả tiền để chơi', trích dẫn các bước mà Electronic Arts đã thực hiện để làm cho trò chơi trở nên thân thiện hơn cho các cuộc thi thể thao điện tử.
Đầu tháng 10 năm 2019, có thông tin rằng thông tin cá nhân của một số người chơi đã bị lộ với các game thủ khác. Một số người chơi đã đăng ký Fifa 20 Global Series đã tìm thấy một mẫu đăng ký hoàn chỉnh với thông tin của người khác. Các lỗi tiếp xúc địa chỉ email và ngày sinh của người chơi. Theo EA, vấn đề ảnh hưởng đến khoảng 1.600 người.

### Giải thưởng
| Năm  | Giải thưởng                       | Thể loại                               | Kết quả   | Chú thích     |
| ---- | --------------------------------- | -------------------------------------- | --------- | ------------- |
| 2019 | Gamescom                          | Best Sports Game                       | Đề cử     | [ 30 ]        |
| 2019 | 2019 Golden Joystick Awards       | Best Multiplayer Game                  | Đề cử     | [ 31 ]        |
| 2019 | Titanium Awards                   | Best Sports/Racing Game                | Đề cử     | [ 32 ]        |
| 2019 | The Game Awards 2019              | Best Sports/Racing Game                | Đề cử     | [ 33 ]        |
| 2020 | Guild of Music Supervisors Awards | Best Music Supervision in a Video Game | Đoạt giải | [ 34 ] [ 35 ] |
| 2020 | 23rd Annual D.I.C.E. Awards       | Sports Game of the Year                | Đoạt giải | [ 36 ] [ 37 ] |
| 2020 | NAVGTR Awards                     | Game, Franchise Sports                 | Đề cử     | [ 38 ]        |